# Amtsgericht Wiesbaden

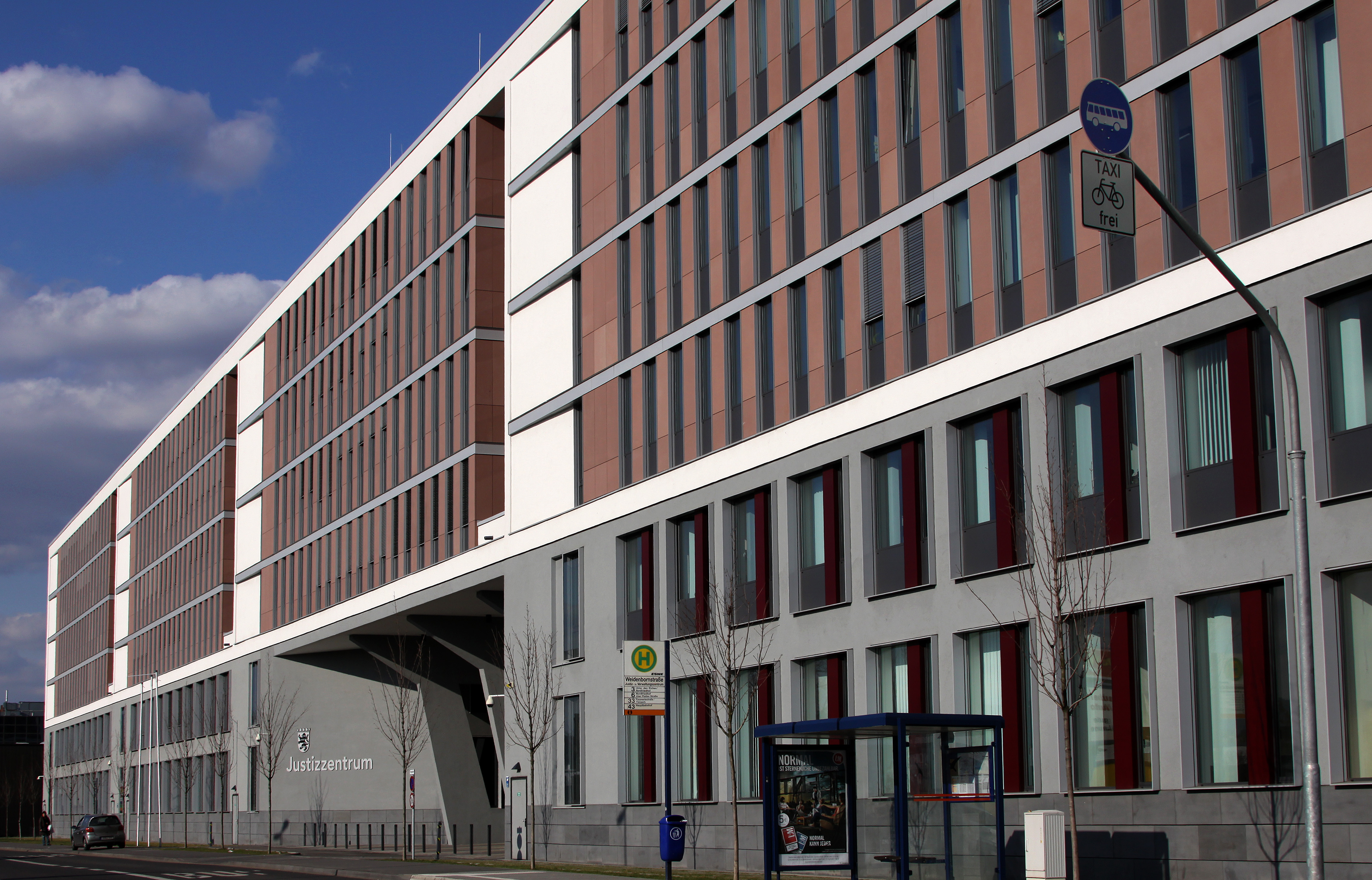
Justizzentrum Wiesbaden

Das Amtsgericht Wiesbaden (AG Wiesbaden) (bis 1867: Justizamt Wiesbaden) ist ein Gericht der ordentlichen Gerichtsbarkeit in der Landeshauptstadt Wiesbaden.

## Gerichtssitz und -bezirk

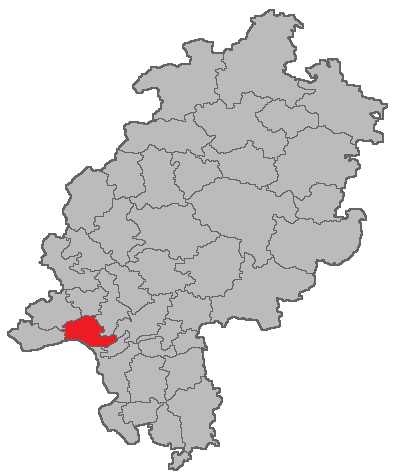
Lage des Amtsgerichtsbezirks Wiesbaden in Hessen

Das Amtsgericht Wiesbaden hat seinen Standort in der Mainzer Straße. Der Gerichtsbezirk umfasst die Gebiete der Landeshauptstadt Wiesbaden und der Städte Flörsheim am Main und Hochheim am Main (beide im Main-Taunus-Kreis) sowie der Gemeinde Walluf im Rheingau-Taunus-Kreis.
Nach dem Stand vom 31. März 2013 hat das Gericht 297 Mitarbeiter, davon 48 Richter und 43 Rechtspfleger.

## Übergeordnete Gerichte
Dem AG Wiesbaden übergeordnet ist das Landgericht Wiesbaden. Im weiteren Instanzenzug sind das Oberlandesgericht Frankfurt am Main sowie der Bundesgerichtshof übergeordnet.

## Geschichte
Im Herzogtum Nassau wurde die Rechtsprechung in der ersten Instanz durch die Ämter, hier also das Amt Wiesbaden wahrgenommen. Der Amtmann wirkte als Einzelrichter. Die Ämter waren gleichzeitig Verwaltungsbehörden und Gerichte der ersten Instanz. Das Amt war jedoch nur für Zivilrechtsklagen zuständig. Als Gericht erster Instanz in Strafrechtsfragen wirkte das Kriminalgericht. Zweite Instanz in Zivilrechtsfragen war das Hof- und Appellationsgericht Wiesbaden (1832 bis 1849 mit Sitz in Usingen).
Nach der Märzrevolution 1848 wurde eine Trennung von Verwaltung und Rechtsprechung eingeführt (Gesetz vom 4. April 1848). Die Verwaltungsaufgaben gingen an das neu geschaffene Kreisamt Wiesbaden über, die Rechtsprechung verblieb in den Ämtern, die nun als Justizamt bezeichnet wurden. Nach dem Sieg der Reaktion wurden diese Reformen in Nassau wieder rückgängig gemacht und die alten Ämter wieder eingeführt. Die einzige Ausnahme war Wiesbaden, in dem die Teilung bestehen blieb. Das Justizamt blieb bis zur Annexion Nassaus durch Preußen 1866 erstinstanzliches Gericht und wurde 1867 in ein königlich preußisches Amtsgericht umgewandelt.
Justizamtmänner des Justizamtes Wiesbaden waren:
- 1854–1864: Ludwig Dübell
- 1864–1866: Wilhelm Friedrich Christian Jeckeln

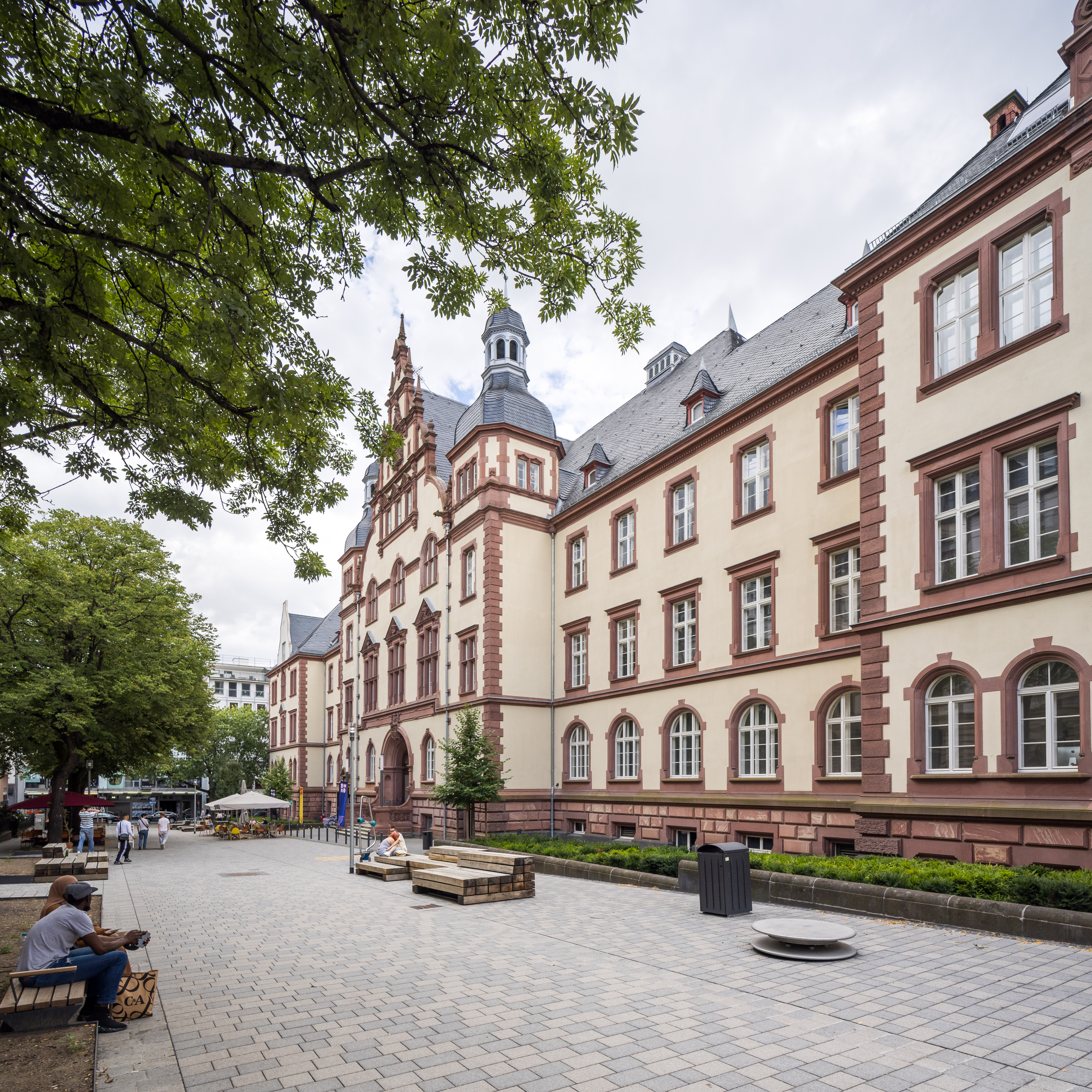
Das frühere Gerichtsgebäude in der Gerichtsstraße

Am 3. April 1897 wurde das Gerichtsgebäude in der Gerichtsstraße 2 eingeweiht und vom Amtsgericht und dem Landgericht Wiesbaden bezogen.  Im November 2009 erfolgte der Umzug in das Justizzentrum in der Mainzer Straße.